# Big Fish
Big Fish är en amerikansk film från 2003 i regi av Tim Burton. Handlingen är baserad på en roman skriven av Daniel Wallace.

## Handling
William Bloom (Billy Crudup) försöker lära känna sin döende far, Edward (Albert Finney), genom att lägga ihop de olika bitarna i de otroliga berättelser som fadern berättat om sig själv. Den unge Edward Bloom spelas av Ewan McGregor.

## Om filmen
Filmens specialeffekter gjordes under ledning av Stan Winston medan Colleen Atwood och Donna O’Neal formgav och utvecklade kostymerna.

## Rollista (i urval)
- Ewan McGregor – Ed Bloom (som ung)
- Albert Finney – Ed Bloom (som gammal)
- Billy Crudup – Will Bloom
- Jessica Lange – Sandra Bloom (som gammal)
- Helena Bonham Carter – Jenny och häxan
- Alison Lohman – Sandra Bloom (som ung)
- Robert Guillaume – Dr. Bennett (som gammal)
- Marion Cotillard – Josephine
- Matthew McGrory – Karl, jätten
- Missi Pyle – Mildred
- Loudon Wainwright III – Beamen
- Ada Tai – Ping
- Arlene Tai – Jing
- Steve Buscemi – Norther Winslow
- Danny DeVito – Amos
- Karlos Walkes – Dr. Bennett (som ung)
- Daniel Wallace – Professor
- Billy Redden – Man med banjo
- Miley Cyrus - Ruthie (som ung)